# 제1대 더퍼린과 아바 후작 프레더릭 해밀턴템플블랙우드
제1대 더퍼린과 아바 후작 프레더릭 해밀턴템플블랙우드(Frederick Hamilton-Temple-Blackwood, 1st Marquess of Dufferin and Ava, 1826년 6월 21일 ~ 1902년 2월 12일)은 영국의 공무원이다. 빅토리아 시대 사교계에서 대표적인 일원이었다. 젊은 시절에 그는 빅토리아 여왕의 궁중에서 인기가 많았던 인물이었으며 그는 대서양 북쪽에 여행갔던 모험담을 출판한 계기로 대중 사이에 유명하였다.
그는 대영 제국에서 가장 유명한 외교관 중에 한 명으로 꼽힌다.